# Philippe Larue
Philippe Larue est un réalisateur français né le 8 décembre 1967 à Boulogne-Billancourt.

## Biographie
Réalisateur, premier assistant réalisateur, directeur de photographie

## Filmographie

### Réalisateur

#### Long métrage
- 2012 : 30° Couleur

#### Courts métrages
- 1994 : La nuit partagée
- 2000 : Tea Time
- 2003 : Clandestin
- 2004 : Marie sans adieu
- 2014 : Ma Sœur

### Assistant réalisateur
- 2003 : Rencontre avec le dragon, de Hélène Angel
- 2004 : Avant qu'il ne soit trop tard, de Laurent Dussaux
- 2005 : Joyeux Noël, de Christian Carion
- 2006 : Le Serpent, d'Éric Barbier
- 2007 : Le Nouveau Protocole, de Thomas Vincent
- 2008 : La Première Étoile, de Lucien Jean-Baptiste
- 2010 : L'Autre Dumas, de Safy Nebbou
- 2011 : Un peu, beaucoup, aveuglément, de Clovis Cornillac

### Directeur de photographie
- 1995 : Si d'amour, de Jacques Dubuisson
- 2002 : Davos, Porto Alegre et autres batailles, de Vincent Glenn